# Теодемунд
Теодемунд (*д/н  —бл.475) — король свевів у 469—475 роках.

## Біографія
Про нього замало відомостей. Версія про те, що він був сином короля Ремісмунда, не має достеменних свідчень. Став панувати над свевами десь після смерті Ремімунда у 469 році.
На правління Теодемунда припадають так званні «темні роки» в історії Королівства свевів. Тому замало залишилось відомостей про королів та їх діяльність у цей період. Ймовірно це пов'язано з війною свевів із Ейріхом, королем вестготів, який у 469 році виступив проти них.
Ситуацію погіршила раптова смерть короля Ремісмунда. Вочевидь Теодемунд не зумів дати супротивнику відсіч. У результаті свевські війська зазнали поразки від вестготів у Кантабрії та Астурії. У 472 році свеви втратили Лісабон та усю західну Лузітанію
До 475 році Свевське королівство зазнало нищівної поразки. Все це призвело до повалення Теодемунда, розпаду королівства й початку нової боротьби за владу серед свевської знаті. Почався період міжкоролів'я, який завершився сходженням на трон Веремунда.